# Hotwheels sisyphus
Hotwheels sisyphus – gatunek pająka z rodziny worczakowatych, jedyny z monotypowego rodzaju Hotwheels. Endemiczny dla południowo-wschodnich Chin. Spotykany w jaskiniach.

## Taksonomia

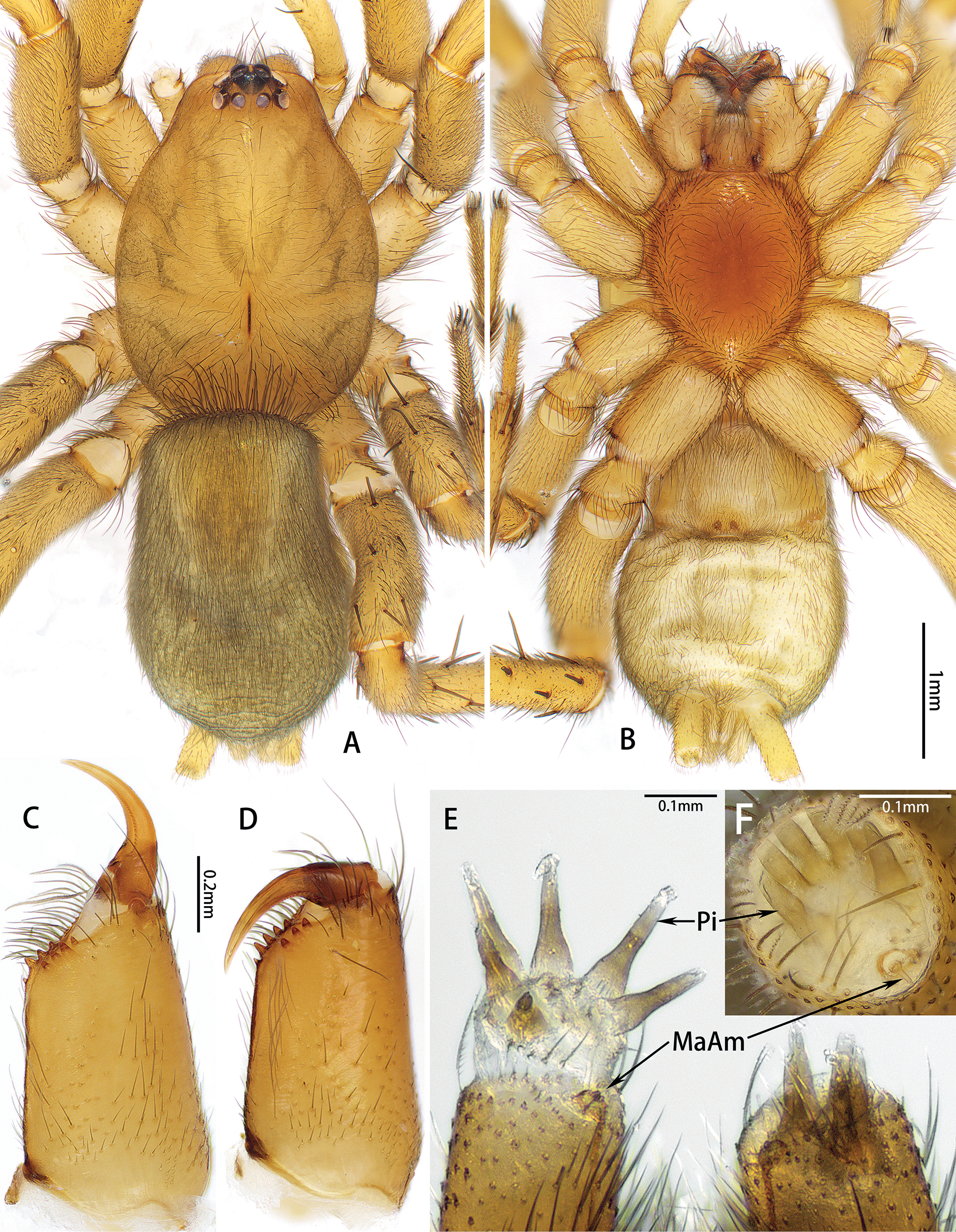
A: samiec w widoku grzbietowym, B: samiec w widoku brzusznym, C i D: lewy szczękoczułek samca w widoku tylno-bocznym, E i F: struktury przędne na kądziołku przednio-bocznym

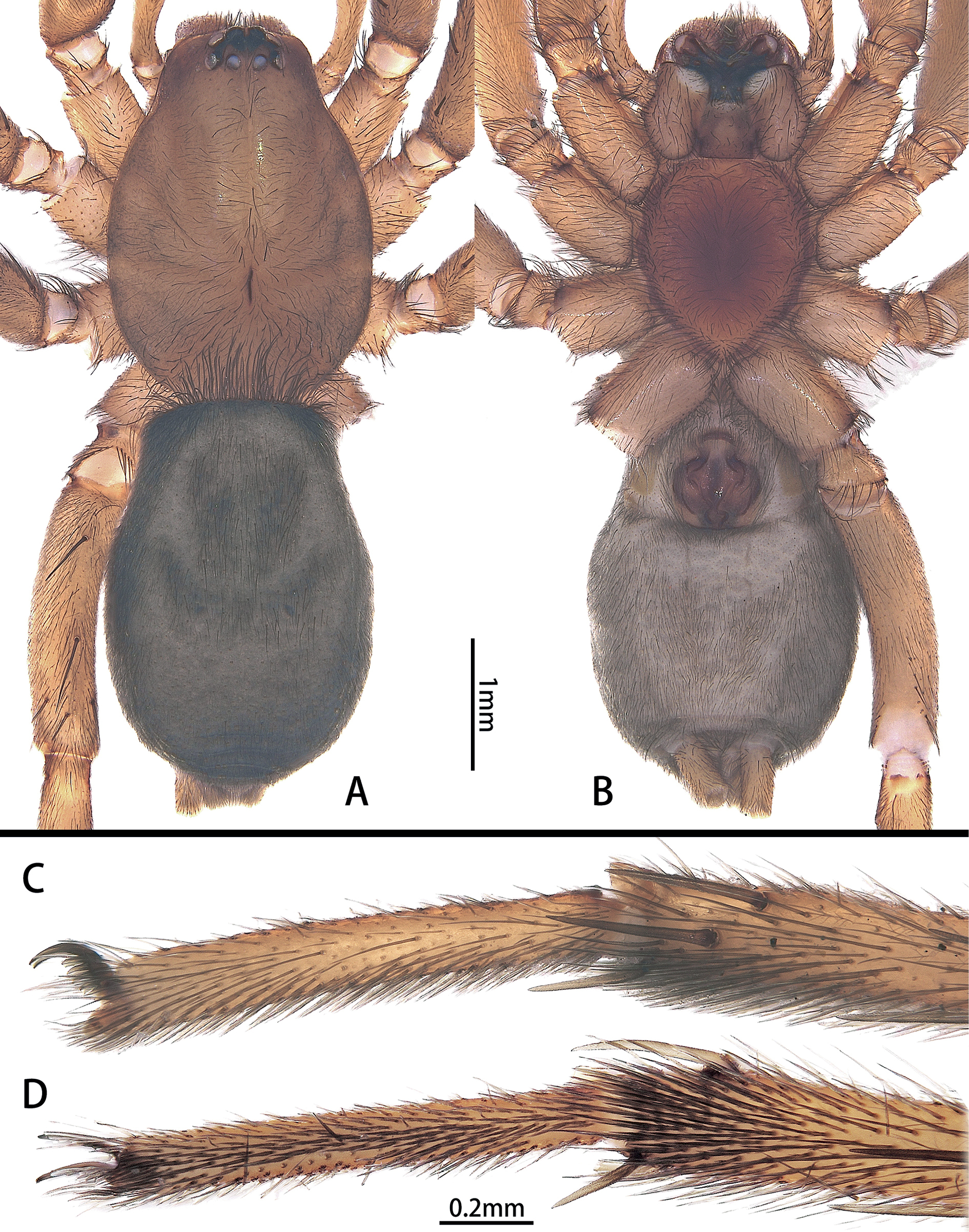
A i B: samica w widoku grzbietowym i brzusznym, B: samiec w widoku brzusznym, C i D: odsiebna część prawego odnóża ostatniej pary

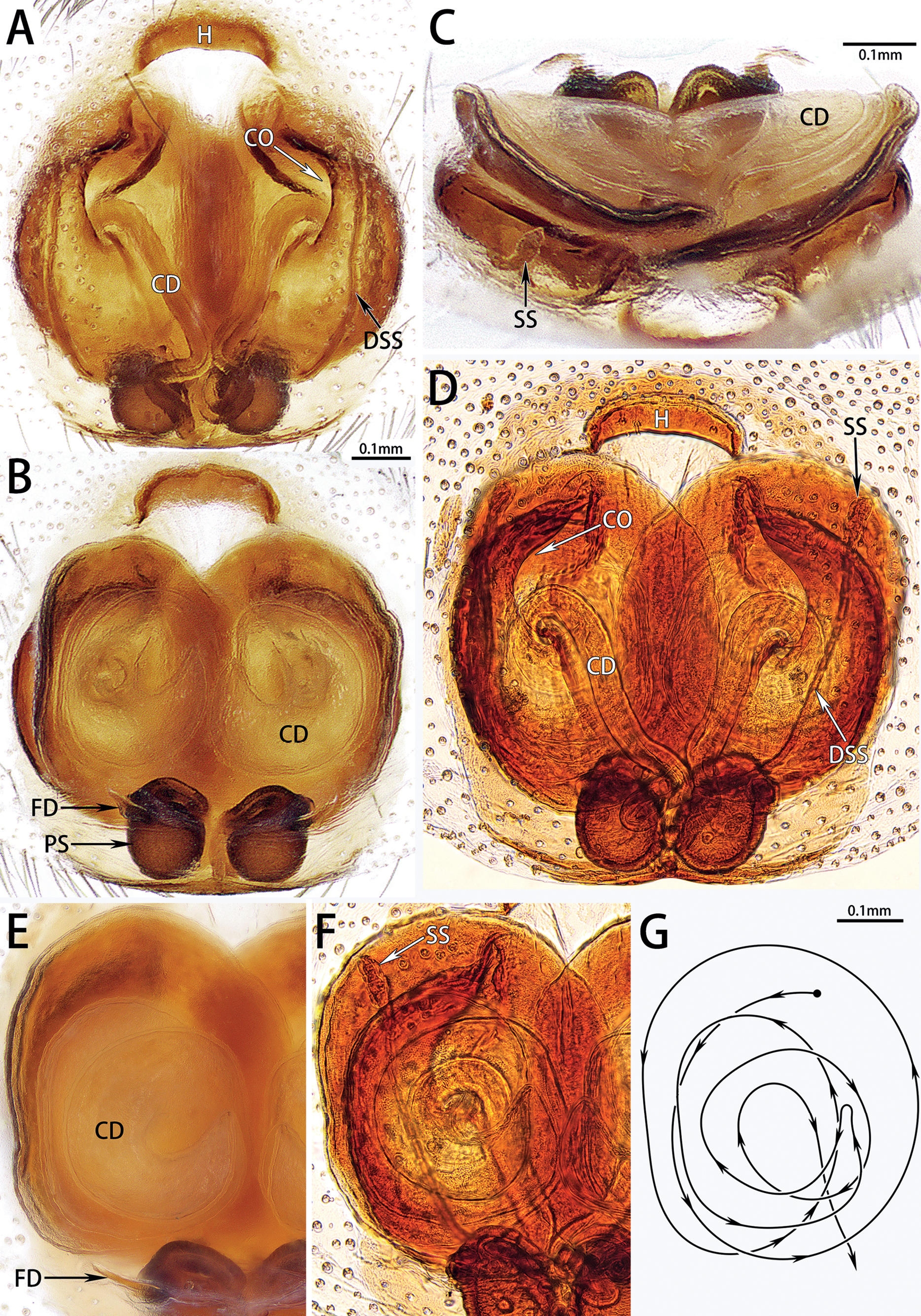
Płytka płciowa samicy; A: widok brzuszny przed maceracją, B: widok grzbietowy przed maceracją, C: widok przedni przed maceracją, D: widok brzuszny po maceracji, E: widok grzbietowy, F: widok grzbietowy po maceracji, G: trajektoria przewodu kopulacyjnego; CD: przewód kopulacyjny, CO: otwór kopulacyjny, DSS: przewód spermateki wtórnej, FD: przewód zapłodnieniowy, H: kapturek, PS: spermateka pierwotna, SS: spermateka wtórna

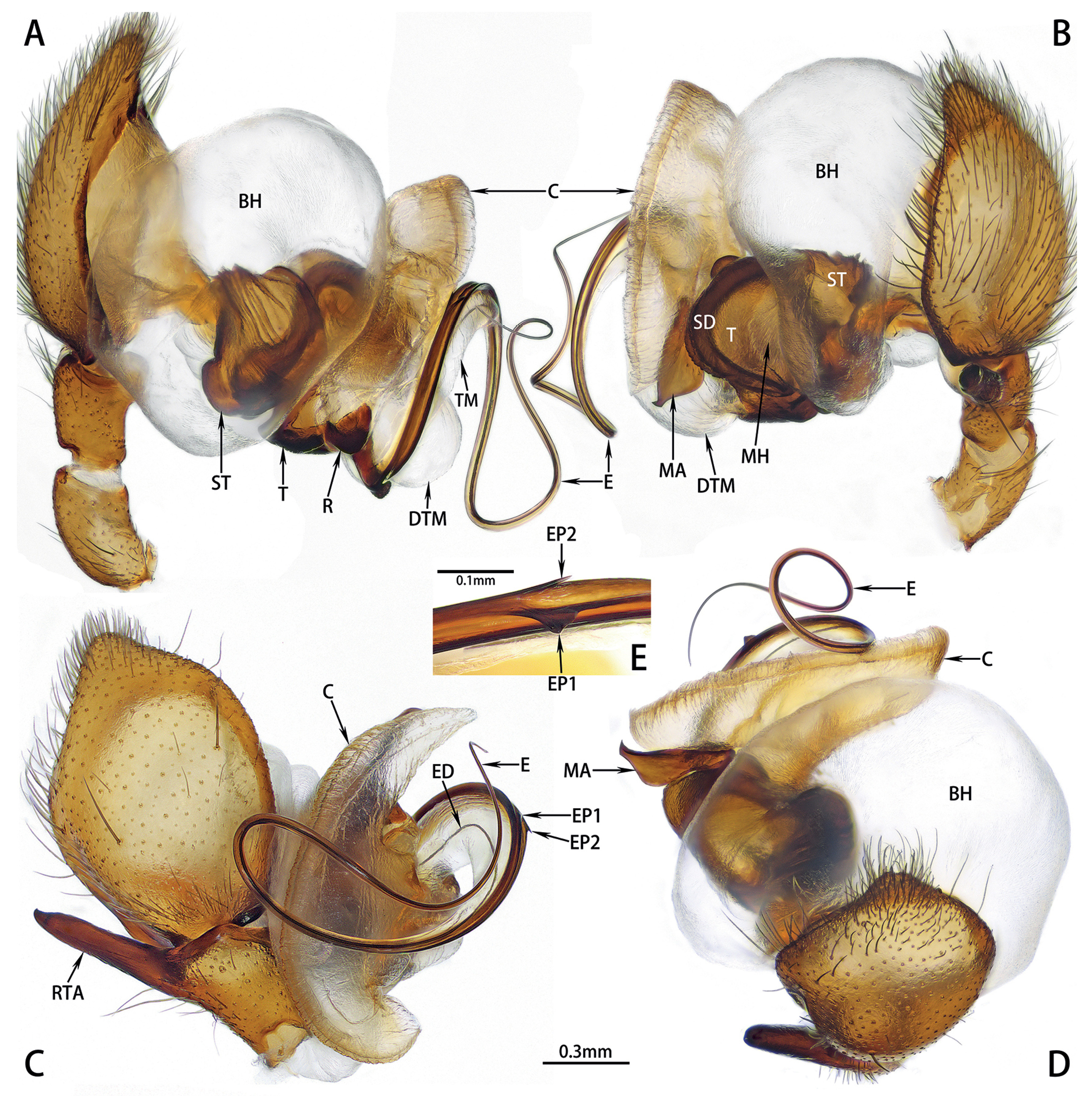
Lewy nogogłaszczek samca w pobudzeniu; A: widok przednio-boczny, B: widok tylno-boczny, C: widok grzbietowy, D: widok przedni, E: wyrostek embolarny; C: konduktor, DTM: dystalna błona rurkowata, E: embolus, ED: przewód wytryskowy, EP1 i EP2: wyrostki embolarne, MA: apofyza medialna, MH: hematodocha medialna, R: radix, RTA: apofiza retrolateralna goleni, SD: nasieniowód bulbusa, ST: subtegulum, T: tegulum, TM: błona terminalna

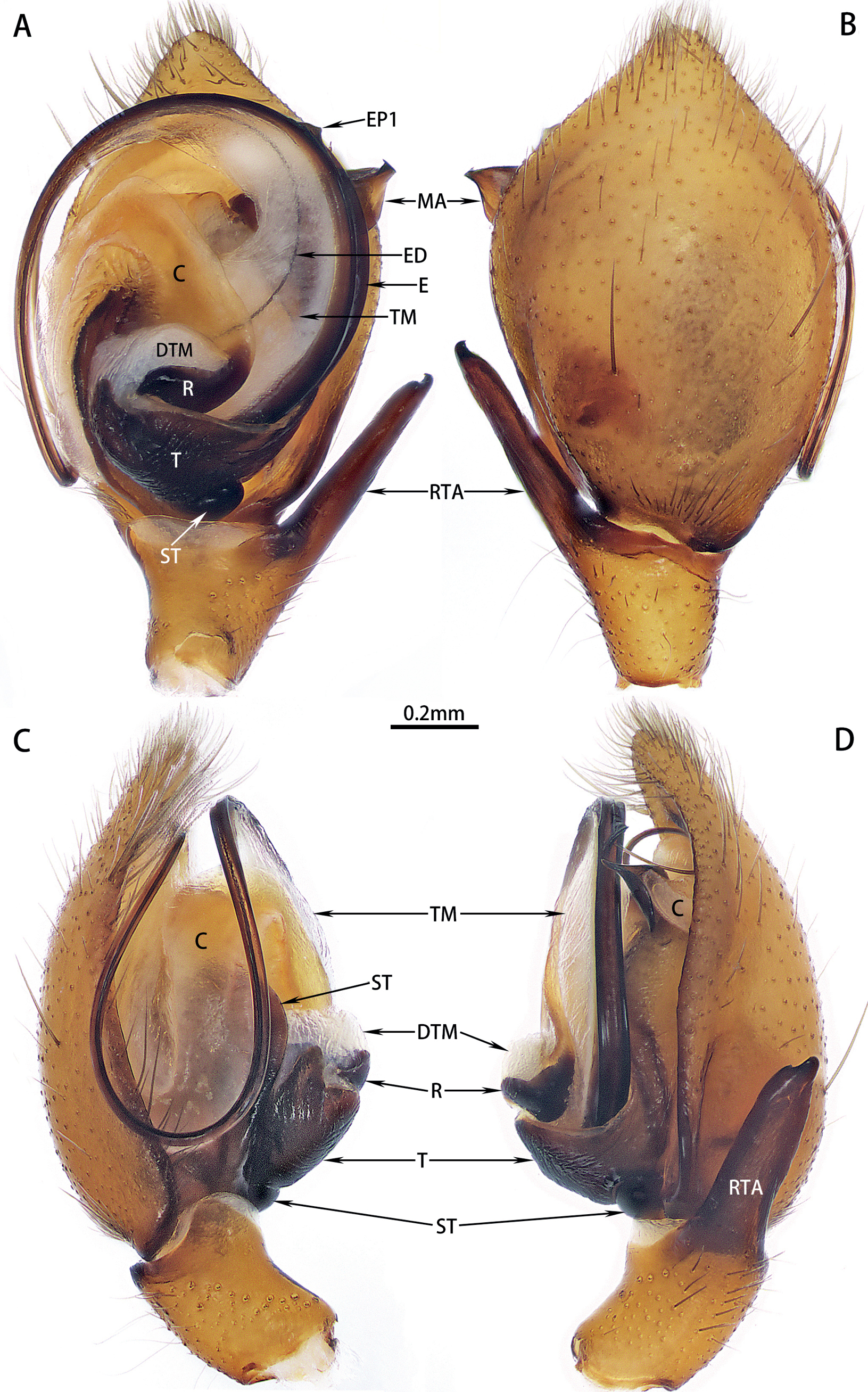
Lewy nogogłaszczek samca w spoczynku; A: widok brzuszny, B: widok grzbietowy, C: widok przednio-boczny, D: widok tylno-boczny; C: konduktor, DTM: dystalna błona rurkowata, E: embolus, ED: przewód wytryskowy, EP1: wyrostek embolarny pierwszy, MA: apofyza medialna, R: radix, RTA: apofiza retrolateralna goleni, ST: subtegulum, T: tegulum, TM: błona terminalna

Rodzaj i gatunek typowy opisane zostały po raz pierwszy w 2024 roku przez Liu Bo i Zhang Fenga na łamach „ZooKeys”. Jako lokalizację typową wskazano jaskinię Dayan w Yemachuan w powiecie Hezhang w chińskim Kuejczou. Nazwa rodzajowa pochodzi od Hot Wheels, marki zabawkowych samochodów, których to tory wyścigowe przypominać ma poskręcany embolus samca pająka. Epitet gatunkowy pochodzi od mitycznego Syzyfa – zataczający koło przewód kopulacyjny samicy pająka skojarzył się autorom z cyklicznością jego pracy.

## Morfologia
Samce osiągają od 4,9 do 5,4 mm, a samice od 5,5 do 6 mm długości ciała. Podługowato-jajowaty karapaks ma ubarwienie żółtobrązowe z czarnymi bruzdą głowową i rozchodzącymi się promieniście rowkami. Wyraźnie widoczna jest na jego wierzchu podłużna jamka. Oczy pary przednio-środkowej leżą nieco bardziej z przodu niż pary przednio-bocznej, natomiast oczy par tylnych rozmieszczone są w prostym szeregu. Oczy tylno-boczne są płaskie i skośne. Szczękoczułki u samicy mają na przedniej krawędzi bruzdy pięć, a na tylnej jej krawędzi trzy zęby, natomiast u samca obie krawędzie mają po cztery zęby. Podługowato-owalne sternum ma prosty brzeg przedni i spiczasto wyciągnięty brzeg tylny. Odnóża są żółtobrązowe, o niewciętych krętarzach. Kolejność ich par od najdłuższej do najkrótszej to: IV, I, II, III. Nadstopia dwóch ostatnich par mają grzebienie do wyczesywania. Szara opistosoma (odwłok) ma u samca skutum zajmujące prawie całą przednią połowę jej długości i ponad połowę jej szerokości. Kądziołki przędne pary przednio-bocznej cechują się obecnością sześciu powiększonych gruczołów przędnych gruszkowatych.
Nogogłaszczki samca mają niezmodyfikowane udo i rzepkę, goleń zaopatrzoną w prawie dwukrotnie dłuższą od niej apofizę retrolateralną o zakrzywionym przednio-bocznie szczycie oraz gruszkowate cymbium o wierzchołku pozbawionym kolców. Hematodocha bazalna jest duża i dobrze wykształcona, natomiast hematodocha medialna mała. Większe od subtegulum tegulum ma osadzoną na tylno-bocznym wierzchołku, prawie dwukrotnie szerszą od niego, zakrzywioną i spiczastą apofyzę medialną, osadzony przednio-bocznie, duży, słabo zesklerotyzowany, półksiężycowaty, na krawędzi pogrubiony konduktor oraz osadzony między siódmą a ósmą godziną, długi, w części nasadowej skręcony w stronę przeciwną do ruchu wskazówek zegara embolus z wyposażoną w dwa wyrostki embolarne, w trakcie kopulacji rozdętą błoną terminalną. Odsiebna błona rurkowata łączy tegulum z radiksem i w czasie kopulacji rozdyma się do postaci kulistej. Przewód wytryskowy jest wyraźnie widoczny.
Genitalia samicy mają podługowato-owalną płytkę płciową z kapturkiem utworzonym przez przednie fałdy oraz dużymi i środkowo-bocznie umieszczonymi otworami kopulacyjnymi, długie i na przedzie prawie dwukrotnie szersze od spermatek pierwotnych przewody kopulacyjne zataczające w przednim i środkowym biegu okrąg, małe i kuliste wspomniane spermateki pierwotne oraz niewielkie spermateki wtórne.

## Ekologia i występowanie
Pająk ten zasiedla jaskinie.
Gatunek endemiczny dla południowo-wschodnich Chin, znany ze stoków góry Emei w Syczuanie, jaskiń Dayan i Daxiao w Kuejczou oraz jaskini Bailong w Junnanie.